# Oberurnen
Oberurnen (toponimo tedesco) è una frazione di 1 963 abitanti del comune svizzero di Glarona Nord, nel Canton Glarona.

## Storia

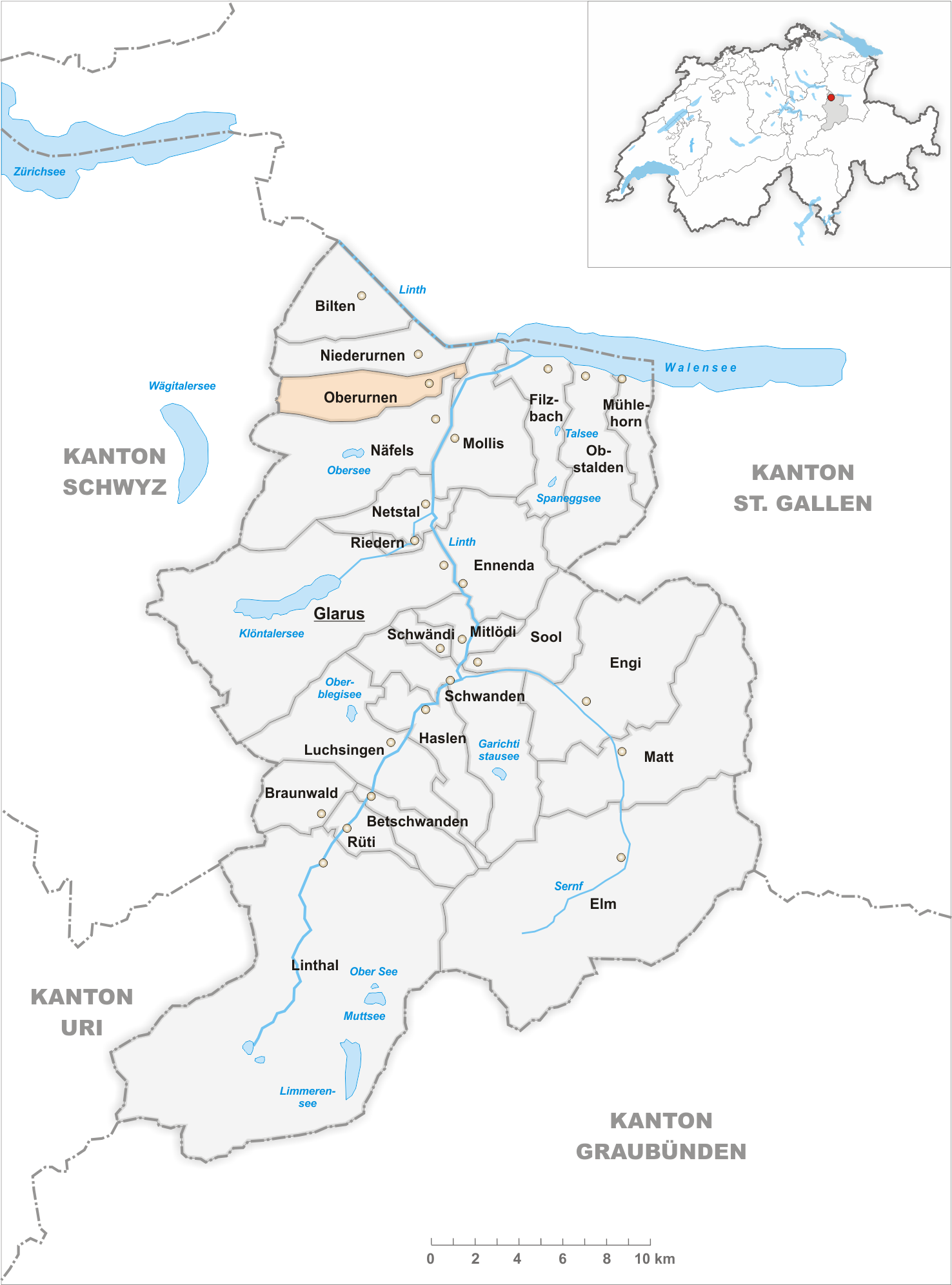
Il territorio del comune di Oberurnen prima degli accorpamenti comunali del 2011

Già comune autonomo che si estendeva per 12,82 km², il 1º gennaio 2011 è stato accorpato agli altri comuni soppressi di Bilten, Filzbach, Mollis, Mühlehorn, Näfels, Niederurnen e Obstalden per formare il nuovo comune di Glarona Nord.

## Monumenti e luoghi d'interesse

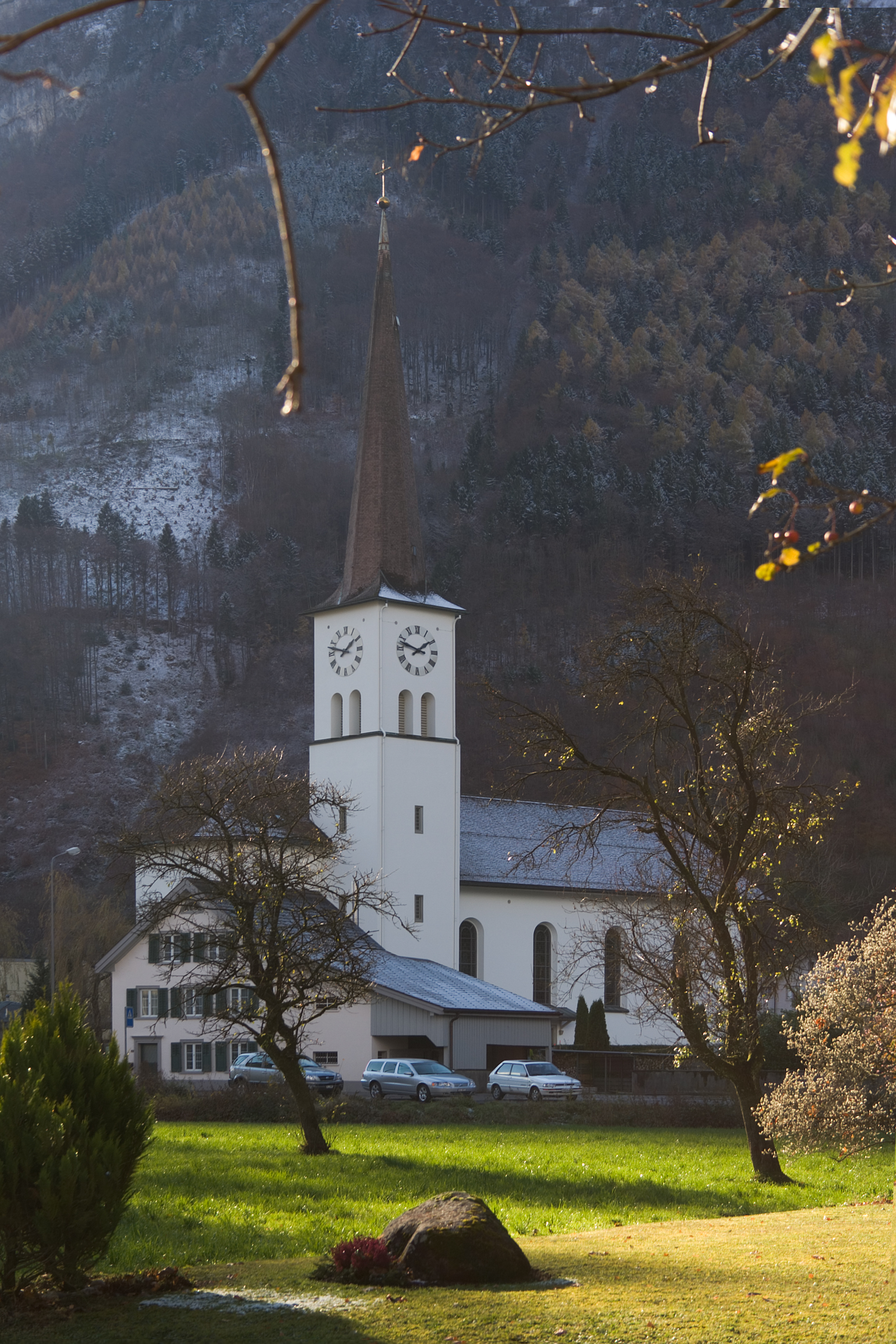
La chiesa di San Giorgio

- Chiesa cattolica di San Giorgio, eretta nel 1868[1];
- Ruderi della fortezza del Vorburg, eretta nel 1300 circa[1].

## Società

### Evoluzione demografica
L'evoluzione demografica è riportata nella seguente tabella:
Abitanti censiti

## Amministrazione
Ogni famiglia originaria del luogo fa parte del comune patriziale che ha la responsabilità della manutenzione di ogni bene comune.